# Yeşilyurt, Karapınar
Yeşilyurt là một thị trấn thuộc huyện Karapınar, tỉnh Konya, Thổ Nhĩ Kỳ. Dân số thời điểm năm 2011 là 2.844 người.